# نشریه ادواری

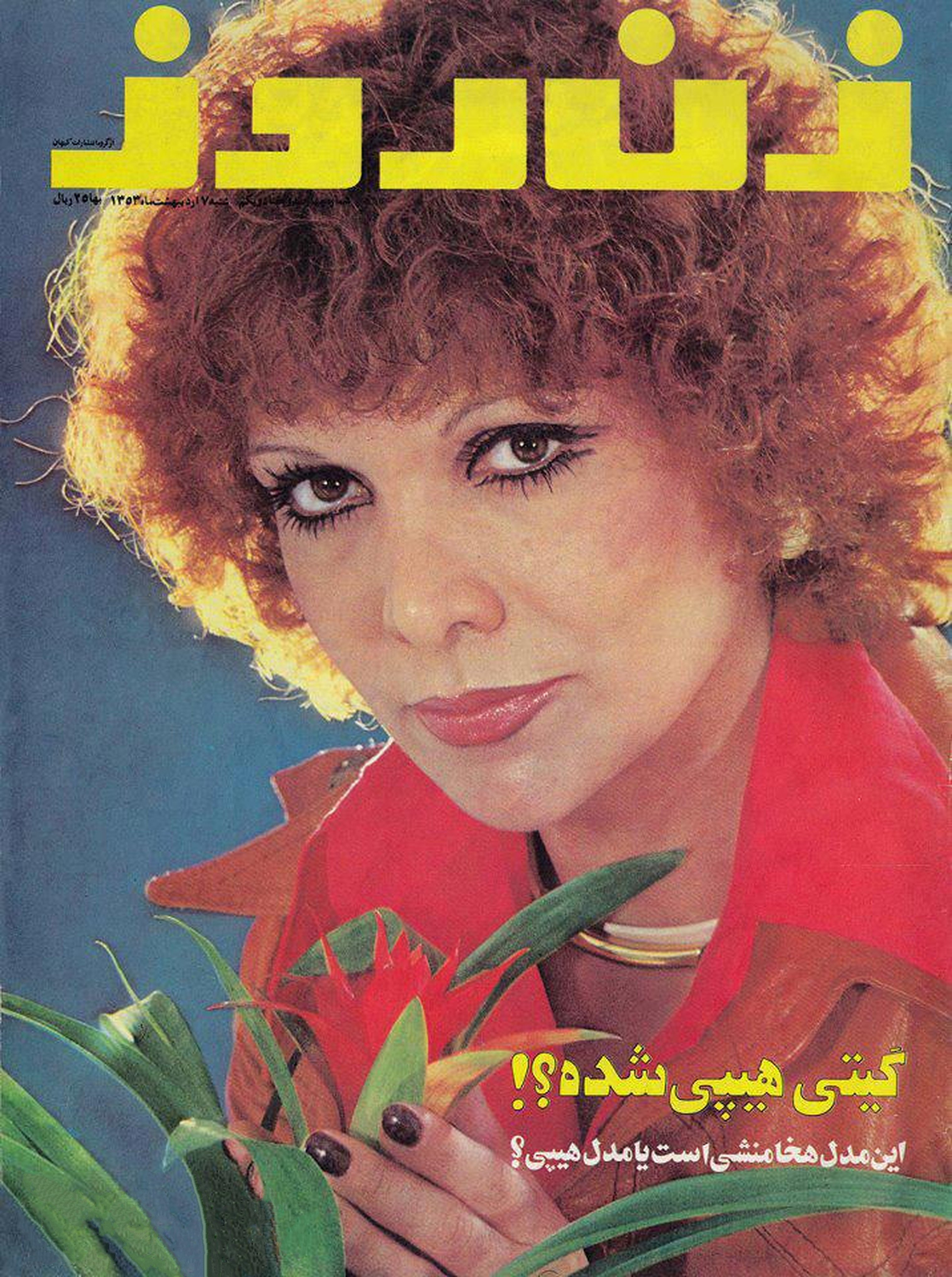
نمونه نشریه اداوری

نشریه ادواری (به انگلیسی: periodical publication) به اثری گفته می‌شود که به‌طور دوره‌ای و منظم نسخهٔ جدیدی از آن منتشر می‌شود یا منتشر شده باشد. مثال سادهٔ آن نشریات، روزنامه‌ها، و مجله‌ها هستند. روزنامه‌ها معمولاً روزانه و مجله‌های هفتگی یا ماهیانه یا فصلی (هر فصل یا هر دو فصل یک شماره) منتشر می‌شوند. نشریه‌های ادواری در زمینه‌های مختلف از جمله پزشکی، ورزش، صنعت، اجتماعی، هنری، فرهنگی و عمومی گرفته تا اوقات فراغت و سرگرمی را پوشش می‌دهند.
مقالات در یک نشریه معمولاً حول یک موضوع یا موضوع اصلی تحریر می‌شوند و شامل عنوان، تاریخ انتشار، نویسنده(ها) و خلاصه مختصری از مقاله می‌باشند. یک نشریه معمولاً شامل یک بخش سرمقاله است که به موضوعات مورد علاقه خوانندگان می‌پردازد. دیگر صفحات مشترک شامل بررسی کتاب‌ها و فیلم‌های اخیراً منتشر شده، ستون‌هایی که نظرات نویسنده را دربارهٔ موضوعات مختلف بیان می‌کنند و تبلیغات می‌باشد.
نشریه‌ها که معمولاً با استفاده از شماره استاندارد بین‌المللی پیایند (شاپا) نمایه می‌شوند.